# Tlancualpican
Tlancualpican är en ort i Mexiko.   Den ligger i kommunen Chiautla och delstaten Puebla, i den sydöstra delen av landet, 120 km söder om huvudstaden Mexico City. Tlancualpican ligger 987 meter över havet och antalet invånare är 4 293.
Terrängen runt Tlancualpican är varierad. Runt Tlancualpican är det ganska glesbefolkat, med 40 invånare per kvadratkilometer. Närmaste större samhälle är Axochiapan, 9,5 km nordväst om Tlancualpican. I omgivningarna runt Tlancualpican växer huvudsakligen savannskog.